# Filtro (fotografia)

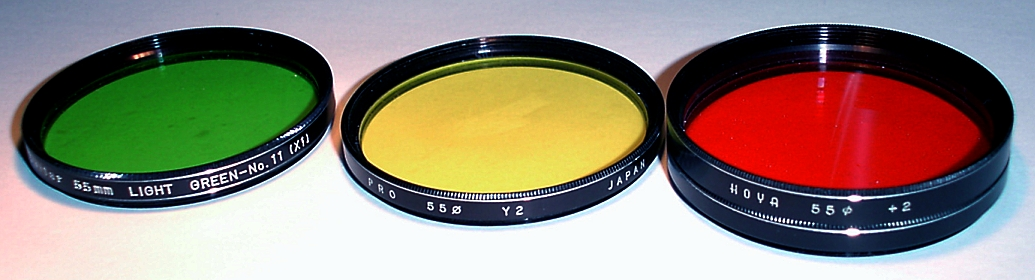
Filtri colorati

In ambito fotografico e cinematografico un filtro ottico è un accessorio volto a modificare l'immagine, alterando le condizioni di ripresa originarie dell'obiettivo.
In base alle applicazioni esistono diversi tipi di filtri: filtri da ripresa, montati su fotocamere e apparecchi da ripresa in genere; filtri per elaborazione o post-produzione, adottati in camera oscura o nella trasformazione di immagini o video.
Esistono, inoltre, filtri per l'illuminazione delle scene e degli ambienti, che si applicano direttamente sugli illuminatori dell'ambiente e consentono di proiettare fasci di luci colorate o cromaticamente corretti secondo le esigenze di ripresa.
Ancora possiamo suddividere i filtri in base al materiale di cui sono costituiti, i primi filtri fotografici erano realizzati in gelatina, poi sono comparsi filtri stratificati (coated), costituiti da uno strato applicato su un supporto vetroso, attualmente i filtri sono realizzati per la maggior parte in vetro ottico o materie plastiche e dotati di supporti e montature differenziati a seconda degli apparecchi di ripresa adottati.
I filtri di ripresa hanno per la maggior parte forma circolare con attacchi a vite o a baionetta, vengono fissati direttamente sulla parte frontale dell'obiettivo da ripresa e partono da diametri molto piccoli (intorno ai 30 mm) e generalmente utilizzati per telecamere o fotocamere digitali, fino a diametri per teleobiettivi, fotocamere di medio o grande formato ed ottiche per ripresa cinematografica, generalmente intorno agli 80 mm.
Un formato molto diffuso è quello introdotto dalla Cokin, si tratta di filtri a lastra quadrata montati su appositi supporti che consentono, soprattutto, una facile intercambiabilità del filtro.

## Filtro a densità neutra
Il filtro a densità neutra (o filtro ND) è utilizzato per diminuire la quantità di luce che raggiunge la pellicola o il sensore, permettendo di scegliere un tempo di esposizione più lento o un diaframma più aperto a seconda delle esigenze di ripresa. Il filtro è di colore grigio neutro trasparente ed è disponibile in diverse gradazioni, solitamente da ND2 a ND16, valori che indicano il coefficiente in base al quale stabilire la corretta esposizione rispetto a quella calcolata in assenza di filtro.
I filtri neutri vengono impiegati sia per fotografia di effetto sia per ovviare ad una forte sovraesposizione non altrimenti evitabile. 
Viene spesso utilizzato per fotografare fontane o cascate, in quanto il notevole aumento del tempo di esposizione rende l'acqua in movimento più fluida e uniforme; altro impiego è quello in fotografia architettonica: l'aumento del tempo di esposizione fa sì che soggetti indesiderati (passanti, veicoli) "spariscano" dall'inquadratura per effetto del loro stesso movimento.

## Filtro ultravioletto

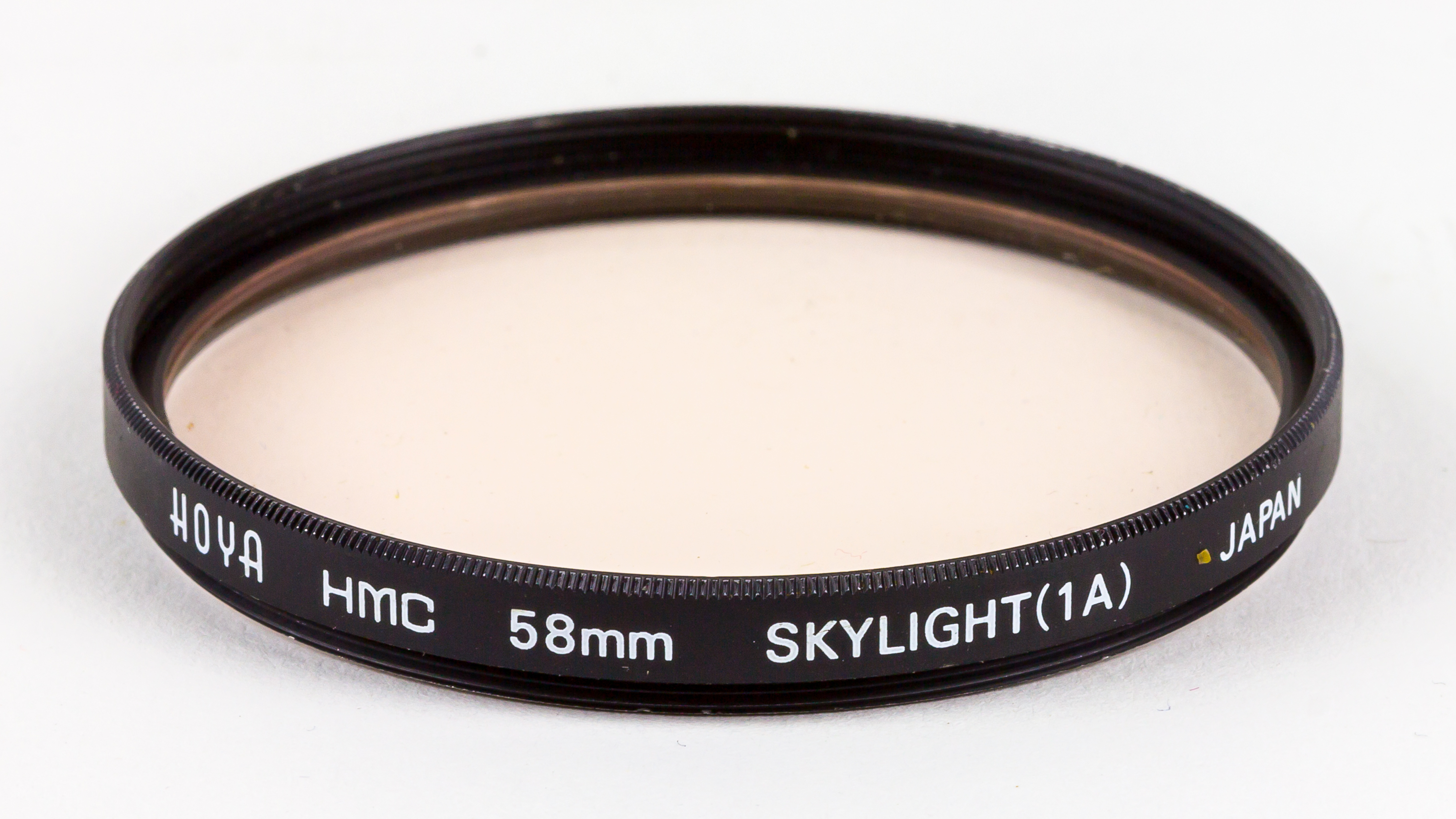
Un filtro UV Skylight (1A)

Il filtro ultravioletto (o filtro UV) è utilizzato per assorbire delle lunghezze d'onda impercettibili all'occhio umano ma che vengono registrate sulla pellicola aumentando l'effetto di foschia e modificando la tonalità dei colori.
Questi effetti sono più facilmente riscontrabili in zone "ricche" di raggi ultravioletti come al mare o in montagna.
Molto spesso con le pellicole a colori si usano dei particolari filtri UV color salmone detti skylight o antifoschia (1A). 
Molti fotografi utilizzano sempre questo filtro sull'obiettivo, anche come protezione dalla polvere e dai graffi.

## Filtri di conversione colore

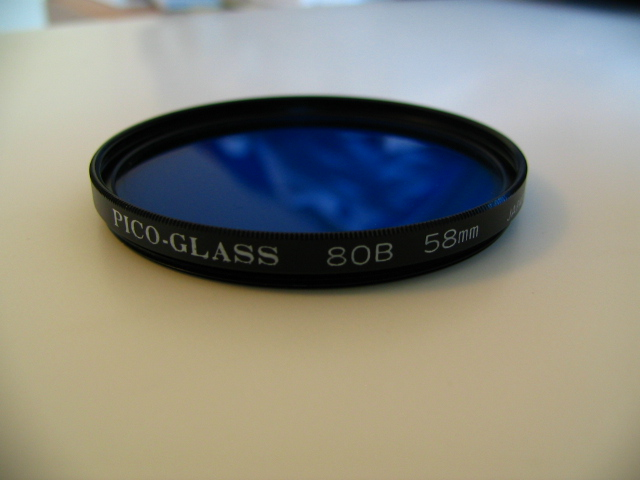
Un filtro 80b

Le pellicole fotografiche a colori sono tarate e utilizzabili per una singola temperatura di colore, in generale sono commercializzate pellicole per luce diurna o flash (5600K) e per luce al tungsteno (3200K). Fotografare ad una temperatura colore diversa da quella della pellicola utilizzata provoca una dominante cromatica che può essere corretta in fase di ripresa utilizzando i filtri di conversione colore. Sono disponibili due categorie, classificate secondo la tabella Kodak Wratten:
- la serie 80 (80A, 80B, 80C, 80D), di colore blu, per utilizzare le pellicole diurne alla luce al tungsteno
- la serie 85 (85, 85N3, 85N6, 85N9, 85B, 85C), di colore ambra, per utilizzare le pellicole per luce artificiale alla luce solare.

Nella fotografia digitale tali filtraggi si ottengono utilizzando la funzione di bilanciamento del bianco automatico o manuale, senza la necessità di filtri aggiuntivi.

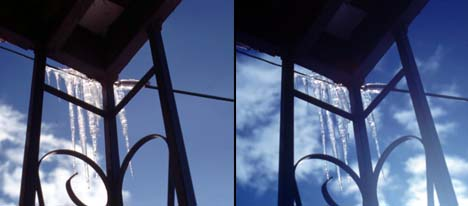
Sebbene il filtro 80A sia usato principalmente per ridurre il rossore delle illuminazioni a tungsteno può essere utilizzato anche per saturare ulteriormente il blu delle foto. La foto a sinistra è stata scattata con un polarizzatore, quella a destra con polarizzatore e filtro 80A

## Filtri per la correzione colore
Quando è necessario correggere una minima dominante oppure si vuole esaltare un tramonto o un paesaggio innevato, si possono utilizzare rispettivamente la serie 81 (ambra chiaro - 81EF, 81A, 81B, 81C, 81D) o la 82 (blu chiaro - 82A, 82B, 82C). Anche in questo caso la fotografia digitale permette di raggiungere lo stesso effetto semplicemente agendo sulle funzioni del bilanciamento del bianco.

## Filtri per il bianco e nero

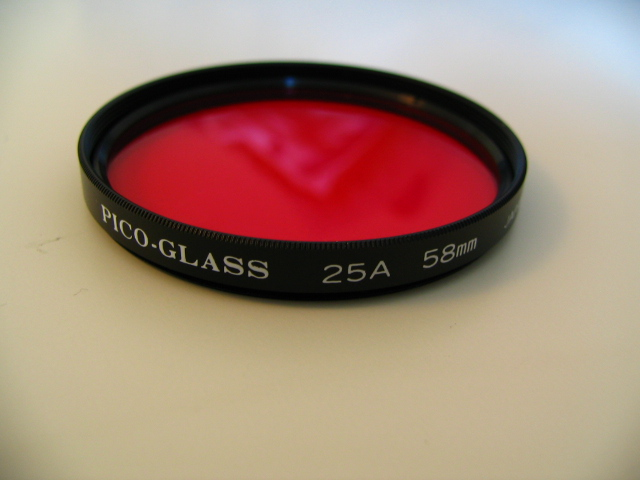
Un filtro 25A

I filtri sono usati normalmente nella fotografia bianco-nero per manipolare il contrasto. Come regola generale, ogni filtro schiarisce il proprio colore e scurisce il suo complementare: ad esempio un filtro giallo aumenta il contrasto tra le nuvole e il cielo scurendo l'azzurro di quest'ultimo; i filtri arancione e rosso hanno un effetto simile, ma più marcato. Un filtro verde renderà invece più chiare le foglie, mentre scurirà il rosso di un tetto o l'arancione di un frutto.

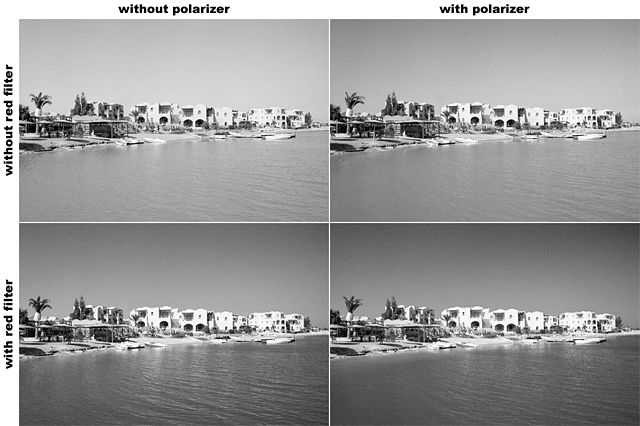
L'effetto dell'utilizzo di un filtro polarizzatore e di un filtro rosso in una fotografia bianco-nero

## Filtro polarizzatore

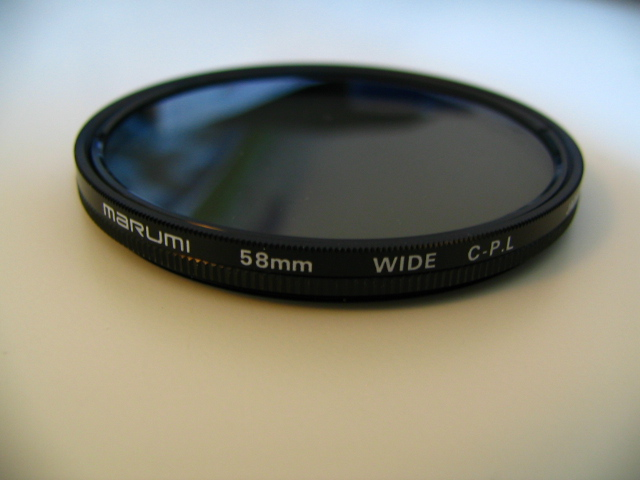
Un polarizzatore circolare per obiettivi grandangolari

Il filtro polarizzatore blocca la luce non polarizzata, impedendo il passaggio della luce riflessa da molte superfici e consentendo il passaggio di quella diretta. Per esempio, sgradevoli riflessioni su superfici lisce possono essere ridotte, ed è possibile restituire la trasparenza ad un corso d'acqua illuminato dal sole, che altrimenti apparirebbe bianco o molto chiaro a causa della riflessione della luce. Allo stesso modo, il cielo viene reso più terso e saturo bloccando la luce riflessa del vapore acqueo presente nell'aria. Anche i riflessi su vetrine e finestre vengono ridotti, restituendo così la trasparenza del vetro.
Il filtro è montato su una ghiera rotante atta ad orientare l'asse di polarizzazione. Questo consente di aumentare o diminuire l'effetto. È disponibile in due tipi, lineare e circolare; quest'ultimo è stato introdotto per l'utilizzo con obiettivi autofocus.
Per massimizzare l'effetto, è preferibile inquadrare avendo il sole di lato e la miglior riduzione dei riflessi si ottiene angolando l'ottica a circa 30/45° rispetto alla superficie riflettente. Successivamente, si agisce sulla ghiera rotante fino ad ottenere l'effetto desiderato.

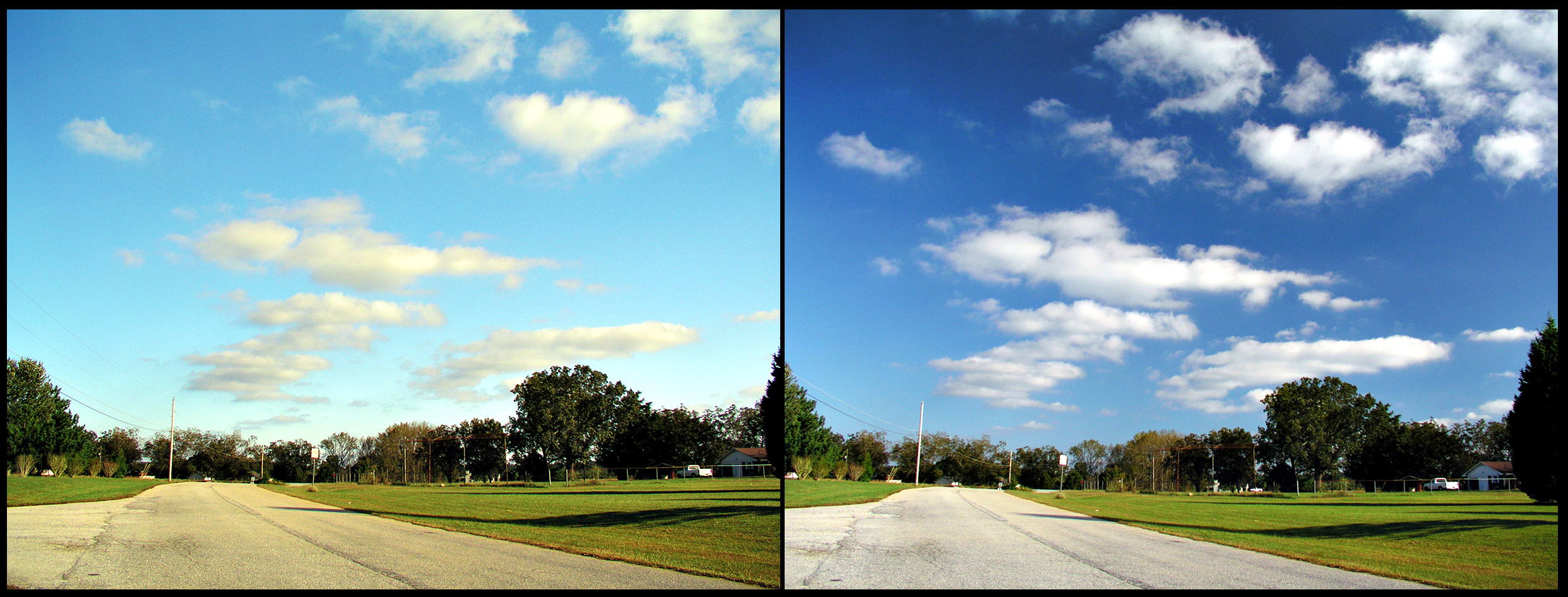
L'effetto di un polarizzatore circolare sul cielo.

## Filtro infrarossi

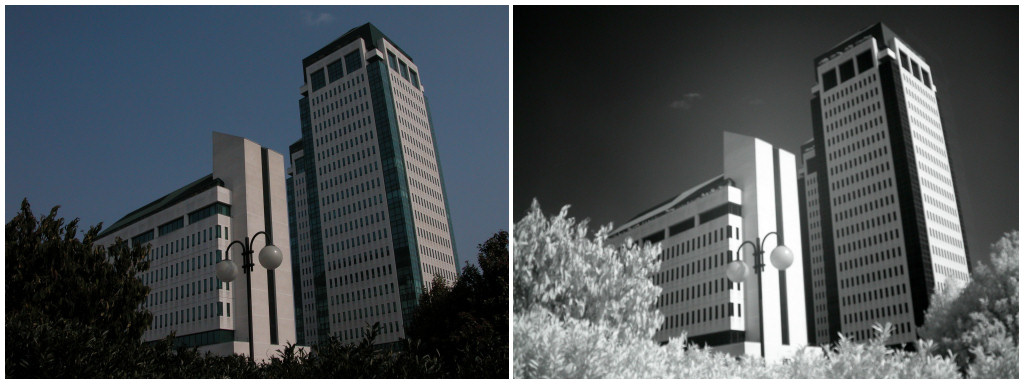
A sinistra una foto scattata senza filtro, a destra lo stesso soggetto fotografato utilizzando il filtro infrarosso Hoya R72. Gli alberi risultano essere totalmente bianchi.

Utilizzato nella fotografia ad infrarossi, serve a rimuovere le lunghezze d'onda della luce visibile lasciando passare unicamente la radiazione infrarossa.
Non è corretto infatti parlare di luce ma di radiazione, in quanto per luce si intende unicamente quella radiazione con lunghezza d'onda compresa fra i 400 ed i 700 nm cui è sensibile la nostra retina.

### Alcuni filtri infrarossi
- Kodak Wratten 87, 87A, 87B, 87C:
  - filtri poco costosi di gel;
  - il modello 87A e 87B sono fuori produzione;
  - per il modello 87 lunghezze d'onda dai 750nm, l'87C dagli 800 nm, l'87B dagli 850 nm, l'87A dai 950 nm.
- Hoya R72
  - lunghezze d'onda dai 720 nm, lasciando passare anche una minima luce visibile.
- Hoya RM90
  - lunghezze d'onda dai 900 nm
- Hoya RM100
  - lunghezze d'onda dai 1000 nm
- M&K 1000
  - lunghezze d'onda dai 1000 nm
- M&K 093 e 095
  - lunghezze d'onda dai 830 nm
- INFRAREX red e black (filtri a lastra metacrilici di produzione italiana) 
  - lunghezze d'onda dai 600 agli 840 nm

## Filtri creativi
Alcuni filtri possono essere utilizzati per effetti speciali; ad esempio vi sono filtri che possono sfumare l'immagine, dando agli oggetti un'aura delicata o filtri che possono fare in modo che le luci creino l'effetto stella. Molti di questi filtri sono stati sostituiti nella fotografia digitale dai programmi di fotoritocco, che permettono di applicare l'effetto dopo la ripresa.
- I filtri digradanti possiedono una zona trasparente che sfuma verso una zona opaca; agiscono solo su una parte dell'immagine. Si suddividono in filtri digradanti colorati e filtri digradanti neutri. Nel primo caso possono essere utilizzati per accentuare un tramonto o creare altri tipi di effetti atmosferici mentre, nel secondo caso, sono spesso utilizzati soprattutto nella fotografia paesaggistica per scurire il cielo e mantenere un'esposizione uniforme in tutta la scena inquadrata.

I filtri digradanti, come quelli neutri, sono misurati in ND, fattore che indica la quantità di luce attenuata. Ad esempio, un ND4 riduce di quattro volte la luminosità. Sono disponibili in lastre da inserire negli adattatori frontali oppure da avvitare nella presa filettata. Il primo tipo è da preferire perché permette una migliore regolazione della zona da scurire, mentre il secondo è sempre limitato al 50% della scena inquadrata. Questo filtro è utile anche nel digitale, perché corregge e migliora la latitudine di posa del sensore.
- I filtri soft-focus o flou sono composti da vetri ottici trasparenti ma dalla superficie irregolare che, deviando in maniera casuale i raggi luminosi, producono un effetto sfuocato più marcato nelle alte luci (zone più luminose) e nei riflessi. È spesso utilizzato nella fotografia ritrattistica perché attenua i difetti della pelle e restituisce un'aura romantica intorno alla figura. Sono disponibili solitamente in tre versioni, numerati da 1 a 3, dove l'effetto sfocato aumenta progressivamente. È possibile ricreare un effetto analogo utilizzando un filtro UV cosparso di vaselina oppure fotografando attraverso un tessuto semi-trasparente, come una calza.

## Dimensione dei filtri montati su fotocamere

### Filtri circolari
I filtri fotografici circolari filettati consistono in un anello metallico di pochi millimetri di spessore, con il diametro esterno filettato mentre il foro interno contiene un disco colorato in vetro o in resina. La filettatura del diametro esterno è di dimensioni standardizzate per interfacciarsi principalmente con gli obbiettivi delle fotocamere reflex. La filettatura viene eseguita secondo lo standard ISO, quindi con dimensioni metriche ed i diametri più comuni sono i seguenti: 30,5 mm, 35,5 mm, 37 mm, 39 mm, 40,5 mm, 43 mm, 46 mm, 49 mm, 52 mm, 55 mm, 58 mm, 62 mm, 67 mm, 72 mm, 77 mm, 82 mm, 86 mm, 95 mm, 105 mm, 112 mm, 122 mm, 127 mm, mentre il passo della filettatura può essere di 0,5 mm, 0,75 mm o 1,0 mm. Questa quantità di combinazioni fra diametri e passi della filettatura rende necessario l'utilizzo di anelli adattatori per montare filtri con una filettatura differente rispetto a quella presente sull’obbiettivo. Gli anelli adattatori sono un anello metallico con una filettatura maschio per interfacciarsi con la fotocamera ed una filettatura femmina per montare il filtro, le combinazioni possibili tra le due filettature sono innumerevoli.

### Filtri quadrati
I filtri fotografici quadrati vengono anche chiamati "slot in", grazie al loro porta filtri risultano molto pratici e versatili. I filtri quadrati sono una lastra di vetro o di metacrilato che si inseriscono in un porta filtri a baionetta, i filtri quadrati con dimensioni in pollici hanno dimensioni standardizzate, mentre per i filtri realizzati con misure metriche non seguono uno standard ed ogni costruttore propone le proprie varianti. Le versioni in pollici erano più diffuse in passato ed erano le seguenti:
- 2”x2”
- 3”x3”
- 4”x4”

Attualmente sono maggiormente diffusi i filtri quadrati con dimensioni metriche e le più comuni sono le seguenti:
- 67x67 mm
- 84x84 mm
- 85x85 mm
- 100x100 mm
- 130x130 mm
- 150x150 mm
- 180x180 mm

La dimensione comune a tutti i costruttori è la 100x100 mm, dimensione molto prossima al 4”x4” visto che 4” corrispondono a 101,6mm. Questa prossimità dimensionale fa si che molti costruttori di porta filtri, utilizzino dei sistemi capaci di compensare questa esigua differenza rendendo possibile l’installazione sia del 100x100 mm che del 4”x4”.

### Filtri rettangolari
I filtri fotografici rettangolari sono simili ai filtri quadrati, si tratta sempre di una lastra di vetro o di metacrilato che si inseriscono nel medesimo porta filtri a baionetta utilizzato per i filtri quadrati, visto che con i filtri quadrati hanno in comune una dimensione, ovvero la larghezza. Come per i filtri quadrati le larghezze più diffuse sono le seguenti:
- 67 mm
- 84 mm
- 85 mm
- 100 mm
- 130 mm
- 150 mm
- 180 mm

I filtri rettangolari nascono principalmente per permettere l'esecuzione di fotografie grandangolari senza vignettature e per un migliore utilizzo del gradiente nei filtri graduati.

## Controindicazioni
Tutti i filtri fotografici creano un nuovo livello vetro-aria che deve essere attraversato dalla luce per raggiungere la pellicola o il sensore. Questo comporta sempre una pur minima attenuazione e una perdita di definizione dell'immagine. Filtri di qualità superiore aumentano la trasmissione della luce, riducendo questo tipo di aberrazioni. È quindi consigliabile utilizzare il filtro solo quando necessario o come protezione per la lente frontale dell'obiettivo ove l'attività fotografica si svolga in situazioni insicure o instabili.